# Центр (алгебра)
У алгебрі центром деякої алгебричної структури називають множину елементів, що комутують з усіма іншими щодо деякої операції.

## Центр напівгрупи (моноїда, групи)
Якщо {\displaystyle G} є напівгрупою, моноїдом чи групою. Тоді центр відповідної структури задається як
{\displaystyle \mathrm {Z} (G):=\{z\in G\mid \forall g\in G:gz=zg\}.}
{\displaystyle Z(G)} є комутативною піднапівгрупою, підмодоїдом чи підгрупою.

## Центр кільця
Елементами центру кільця R є елементи, що комутують відносно множення з усіма елементами кільця:
{\displaystyle \mathrm {Z} (R)=\{z\in R\mid za=az\ \forall \ a\in R\}.}
Центр {\displaystyle Z(R)} комутативним підкільцем кільця R. Кільце є комутативним тоді і тільки тоді, коли воно є рівним своєму центру.

## Центр асоціативної алгебри
Центром асоціативної алгебри називається підалгебра елементи якої комутують з усіма елементами алгебри:
{\displaystyle \mathrm {Z} (A)=\{z\in A\mid za=az\ \forall \ a\in A\}.}
Алгебра є комутативною тоді і тільки тоді, коли вона є рівною своєму центру.

## Центр алгебри Лі

### Означення
Центр алгебри Лі {\displaystyle {\mathfrak {g}}} є комутативним ідеалом і визначається як:
{\displaystyle {\mathfrak {z}}({\mathfrak {g}})=\{Z\in {\mathfrak {g}}\mid [X,Z]=0\ \forall \ X\in {\mathfrak {g}}\}},
де {\displaystyle [\cdot ,\cdot ]} позначає дужки Лі у алгебрі {\displaystyle {\mathfrak {g}}}. 

### Приклади
- Центром загальної лінійної групи {\displaystyle \mathrm {GL} (n,K)} є множина скалярних ненульових матриць:

{\displaystyle Z\left(\mathrm {GL} (n,K)\right)=\{\lambda E_{n}\colon \lambda \in K^{*}\}}.
- Для асоціативної алгебри із комутатором як дужкою Лі обидва поняття центру є еквівалентними.